# Danh sách bài hát quán quân Bài hát yêu thích năm 2015
Dưới đây là danh sách bài hát quán quân bảng xếp hạng Bài hát yêu thích của Việt Nam năm 2015.

## Lịch sử xếp hạng
– Bài hát Yêu thích của Năm
| Ngày phát hành | Bài hát                      | Nghệ sĩ       | Nguồn |
| -------------- | ---------------------------- | ------------- | ----- |
| 3 tháng 1      | "Giữ em đi"                  | Thùy Chi      |       |
| 10 tháng 1     | "Giữ em đi"                  | Thùy Chi      |       |
| 17 tháng 1     | "Mẹ tôi"                     | Tùng Dương    |       |
| 24 tháng 1     | "Giữ em đi"                  | Thùy Chi      |       |
| 31 tháng 1     | "Giữ em đi"                  | Thùy Chi      |       |
| 7 tháng 2      | "Giữ em đi"                  | Thùy Chi      |       |
| 14 tháng 2     | "Giữ em đi"                  | Thùy Chi      |       |
| 21 tháng 2     | "Mẹ tôi"                     | Tùng Dương    |       |
| 28 tháng 2     | "Mẹ tôi"                     | Tùng Dương    |       |
| 7 tháng 3      | "Anh và anh"                 | Vũ Cát Tường  |       |
| 14 tháng 3     | "Anh và anh"                 | Vũ Cát Tường  |       |
| 21 tháng 3     | "Anh ở đâu"                  | Khởi My       |       |
| 28 tháng 3     | "Anh ở đâu"                  | Khởi My       |       |
| 4 tháng 4      | "Anh ở đâu"                  | Khởi My       |       |
| 11 tháng 4     | Giữ em đi"                   | Thùy Chi      |       |
| 18 tháng 4     | "Và tôi cũng yêu em"         | Đức Huy       |       |
| 25 tháng 4     | "Và tôi cũng yêu em"         | Đức Huy       |       |
| 2 tháng 5      | "My Everything"              | Tiên Tiên     |       |
| 9 tháng 5      | "My Everything"              | Tiên Tiên     |       |
| 16 tháng 5     | "My Everything"              | Tiên Tiên     |       |
| 23 tháng 5     | "Ngày mai"                   | Tóc Tiên      |       |
| 30 tháng 5     | "Quê hương"                  | Kyo York      |       |
| 6 tháng 6      | "Say you do"                 | Tiên Tiên     |       |
| 13 tháng 6     | "Quê hương"                  | Kyo York      |       |
| 20 tháng 6     | "Phai"                       | Vũ Cát Tường  |       |
| 27 tháng 6     | "Phai"                       | Vũ Cát Tường  |       |
| 4 tháng 7      | "Phai"                       | Vũ Cát Tường  |       |
| 11 tháng 7     | "Phai"                       | Vũ Cát Tường  |       |
| 18 tháng 7     | "Mr. Right (Khi anh yêu em)" | Isaac         |       |
| 25 tháng 7     | "Mr. Right (Khi anh yêu em)" | Isaac         |       |
| 1 tháng 8      | "Mr. Right (Khi anh yêu em)" | Isaac         |       |
| 8 tháng 8      | "Mr. Right (Khi anh yêu em)" | Isaac         |       |
| 15 tháng 8     | "Phai"                       | Vũ Cát Tường  |       |
| 22 tháng 8     | "Con đường tôi"              | Trọng Hiếu    |       |
| 29 tháng 8     | "Thời hoa đỏ"                | NSƯT Thái Bảo |       |
| 5 tháng 9      | "Thời hoa đỏ"                | NSƯT Thái Bảo |       |
| 12 tháng 9     | "Thời hoa đỏ"                | NSƯT Thái Bảo |       |
| 19 tháng 9     | "Có khi"                     | Hoài Lâm      |       |
| 26 tháng 9     |                              |               |       |
| 3 tháng 10     |                              |               |       |
| 10 tháng 10    |                              |               |       |
| 17 tháng 10    |                              |               |       |
| 24 tháng 10    |                              |               |       |
| 31 tháng 10    |                              |               |       |
| 7 tháng 11     |                              |               |       |
| 14 tháng 11    |                              |               |       |
| 21 tháng 11    |                              |               |       |
| 28 tháng 11    |                              |               |       |
| 5 tháng 12     |                              |               |       |
| 12 tháng 12    |                              |               |       |
| 19 tháng 12    |                              |               |       |
| 27 tháng 12    |                              |               |       |